# Psorotheciopsis decipiens
Psorotheciopsis decipiens är en lavart som beskrevs av Rehm 1900. Psorotheciopsis decipiens ingår i släktet Psorotheciopsis och familjen Asterothyriaceae.   Inga underarter finns listade i Catalogue of Life.